# Erika Nissen

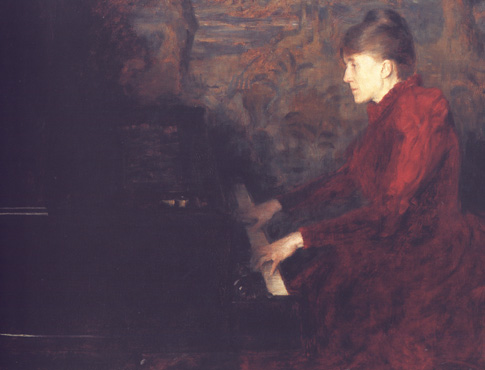
Erika Nissen, målad av Erik Werenskiold.

Erika Nissen, född Lie den 17 januari 1845 i Kongsvinger, död den 27 oktober 1903 i Kristiania, var en norsk pianist, kusin och svägerska till Jonas Lie.
Erika Lie-Nissen var elev av Halfdan Kjerulf och 1863-66 av Theodor Kullak i Berlin, konserterade med stor framgång där 1866 samt i Norge och i Köpenhamn 1867, studerade 1868 i Paris och uppträdde därefter i London. 1870-71 verkade hon som lärare vid konservatoriet i Köpenhamn. Därefter gjorde hon konsertresor i Tyskland, Schweiz och Nederländerna. 1874 ingick hon äktenskap med läkaren Oskar Nissen, varefter hon, med undantag av en turné 1876-77 i Tyskland, Nederländerna, Danmark och Sverige, mestadels verkade i Kristiania, där hon ofta uppträdde på konserter. 
Hon blev 1870 ledamot av Musikaliska akademien i Stockholm. Hennes äktenskap upplöstes 1894. Samma år blev hon organist vid Jakobskyrkan i Kristiania och erhöll årligt konstnärsgage av stortinget. Hon förenade med en stor och förfinad teknik det konstnärliga allvar, som aldrig offrar åt virtuositeten för dess egen skull, utan söker gå på djupet och tolka kompositionernas innehåll. Särskilt var hon berömd i föredraget av Bach och Beethoven. Hennes son Karl Nissen vann likaledes berömmelse som pianist.